# Per Linderoth
Per Linderoth (* 16. November 1958) ist ein dänischer Schauspieler.

## Leben
Per Linderoth absolvierte seine Schauspielausbildung von 1983 bis 1986 an der Staatlichen Theaterhochschule in Kopenhagen. Seit 1986 hat er als Schauspieler vor der Kamera in bislang mehr als 20 Film-und-Fernsehproduktionen mitgewirkt. Er ist als Bühnendarsteller an verschiedenen Theatern tätig. Linderoth ist auch als Synchronsprecher für Zeichentrickfilme aktiv.

## Filmografie (Auswahl)
- 1989: The Knight of Justice
- 1995: Ein Zirkus für Sarah
- 1997: Taxa (Fernsehserie, 1 Folge)
- 2001: Hotellet (Fernsehserie, 1 Folge)
- 2004: Der Adler – Die Spur des Verbrechens (Fernsehserie, 1 Folge)
- 2009: Kommissarin Lund – Das Verbrechen (Fernsehserie, 1 Folge)